# Gliese 433
Gliese 433 – gwiazda w gwiazdozbiorze Hydry. Znajduje się w odległości 29,6 roku świetlnego od Słońca. Ma układ planetarny.

## Charakterystyka
Jest to czerwony karzeł, gwiazda ciągu głównego o typie widmowym M1,5. Ma temperaturę około 3600 K i jasność 2% jasności Słońca; jej masa jest oceniana na ok. 48% masy Słońca.

## Układ planetarny
Najbliższa gwiazdy planeta GJ 433 b została wykryta dzięki pomiarowi zmian prędkości radialnej gwiazdy w 2009 roku. Tą samą techniką w 2020 odkryto drugą od gwiazdy planetę GJ 433 d. Obie mają masę kilkakrotnie większą niż masa Ziemi i należą do tzw. superziemi. Planeta GJ 433 d otrzymuje od swojej gwiazdy strumień promieniowania tylko o 6% większy niż docierający do Ziemi, a jej współczynnik podobieństwa do Ziemi jest równy 0,74, chociaż jest zapewne za duża, by być planetą ziemiopodobna. Trzecia planeta układu, GJ 433 c okrąża gwiazdę w 14 lat i jest analogiem Neptuna w Układzie Słonecznym. Jej duża odległość od gwiazdy (0,5 sekundy kątowej) daje szansę obserwacji i scharakteryzowania przez ziemskie teleskopy.
| Towarzysz | Masa minimalna [M🜨] | Okres orbitalny [d] | Półoś wielka [au] | Ekscentryczność |
| b         | 6,04 ± 0,60         | 7,3705 ± 0,0005     | 0,062 ± 0,002     | 0,04 ± 0,03     |
| d         | 5,23 ± 0,92         | 36,059 ± 0,016      | 0,07 ± 0,05       |                 |
| c         | 32,4 ± 6,3          | 5090 ± 610          | 4,82 ± 0,42       | 0,12 ± 0,07     |